# جيمس جيريمياه وادزورث
جيمس جيريمياه وادزورث (بالإنجليزية: James Jeremiah Wadsworth)‏ هو كاتب ودبلوماسي وكاتب سير ذاتية وسياسي أمريكي، ولد في 16 يونيو 1905 في غروفلاند في الولايات المتحدة، وتوفي في 13 مارس 1984 في روتشستر في الولايات المتحدة. حزبياً، نشط في الحزب الجمهوري. وقد انتخب عضو جمعية ولاية نيويورك.

## روابط خارجية
- جيمس جيريمياه وادزورث على موقع مونزينجر (الألمانية)